# Chó chăn cừu Shiloh
Chó chăn cừu Shiloh là một giống chó mới vẫn đang được phát triển. Chúng không được công nhận bởi bất kỳ câu lạc bộ chăm sóc chó lớn nào, nhưng có thể được tìm thấy tên trong một số tổ chức giống hiếm.
Chó chăn cừu Shiloh có kích thước lớn và lưng thẳng hơn so với hầu hết chó chăn cừu Đức hiện đại, chúng được lai tạo cho các tính chất: trí thông minh, kích thước và tính khí ổn định. Bộ lông của chúng có thể có một loạt các màu sắc và hỗn hợp màu sắc khác nhau. Chúng vâng lời, nhanh nhẹn trong các tình huống xấu trong công việc chăn gia súc và đóng vai trò chó trị liệu, chó tìm kiếm và cứu hộ, giám hộ chăn nuôi và hỗ trợ công việc.

## Tiêu chuẩn kích thước
Chó chăn cừu Shiloh có thân hình mạnh mẽ, cân bằng tốt, thái độ kiêu hãnh và dáng đi nhẹ nhàng, thanh thoát. Các con chó thuộc giống chó chăn cừu Shiloh đực có chiều cao khi đứng vào khỏang 30 inch (76 cm) hoặc cao hơn mức chiều cao tối thiểu là 28 inch (71 cm) và có trọng lượng từ khoảng 120 đến 140 pound (54–65 kg) với trọng lượng tối thiểu là 110 pound (50 kg). Con cái nhỏ hơn, chỉ cao 28 inch (71 cm) hoặc cao hơn chiều cao tối thiểu là 26 inch (66 cm) và nặng từ 100 đến 120 pound (45–54 kg) và trọng lượng tối thiểu quy định là 80 pound (36 kg). Với tỷ lệ cơ thể của chúng, giống chó này có ngoại hình dài hơn chiều cao của chúng. Chúng có kích thước lớn hơn chó chăn cừu Đức.